# Phumosia marginata
Phumosia marginata este o specie de muște din genul Phumosia, familia Calliphoridae, descrisă de James în anul 1971. Conform Catalogue of Life specia Phumosia marginata nu are subspecii cunoscute.